# 古穆瓦 (杜省)
古穆瓦（法語：Goumois，法語發音：[ɡumwa]）是法国杜省的一个市镇，位于该省东部偏北，是古穆瓦的法国部分，隔杜河与瑞士同名旧市镇相望，属于蒙贝利亚尔区。

## 地理
古穆瓦（47°15'39"N, 6°56'57"E）面积5.83 平方千米，位于法国勃艮第-弗朗什-孔泰大區杜省，该省份为法国东部内陆省份，北起上索恩省，西接汝拉省，东部及东南部与瑞士接壤，东北部与贝尔福地区省接壤。
与古穆瓦接壤的市镇（或旧市镇、城区）包括：费瑟维莱尔、于蒂耶尔。
古穆瓦的时区为UTC+01:00、UTC+02:00（夏令时）。

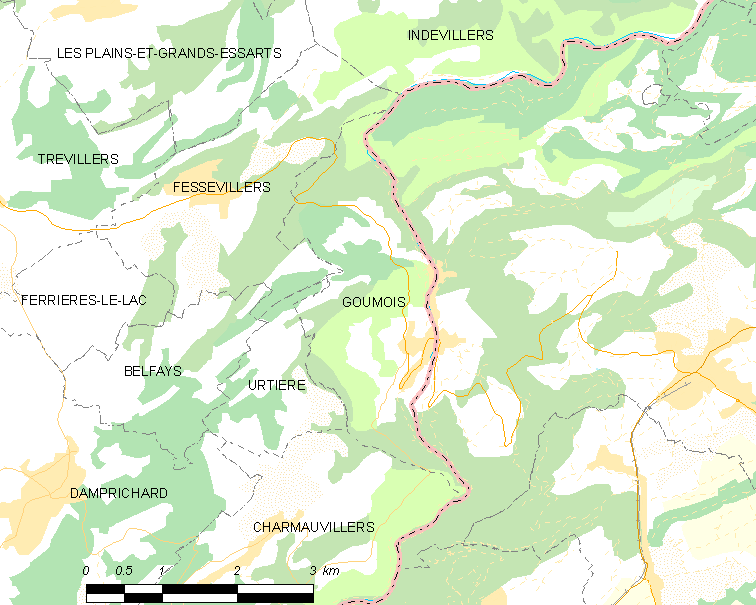
古穆瓦的OSM定位图

## 行政
古穆瓦的邮政编码为25470，INSEE市镇编码为25280。

## 政治
古穆瓦所属的省级选区为迈什县。

## 人口

1962-2008年间古穆瓦人口变化图示

古穆瓦于2022年1月1日时的人口数量为167人。